# Палисадник
Палиса́дник (фр. palissade «изгородь, частокол») — участок между фасадом дома и дорогой (тротуаром).
Палиса́д, палиса́дник (м., фрнц.) забор, тын, ограда из тычин, из жердей тычком, стойком. Палисадник может быть как огороженным (палисадом), так и открытым. В английском языке палисадник звучит как Front yard, то есть передний (фронтальный) двор.
Палисадник обычно рассечён дорожкой, ведущей ко входу в дом, а в стилевом решении связан с архитектурой дома. Палисадник используется для создания каменистых горок, цветников, композиций из декоративных кустарников и деревьев (например, сирень, рябина, вишня, боярышник). Нередко композиция палисадника основана на двух доминантных растениях, растущих по разные стороны дорожки, и дополняющих их более мелких цветов.
Обычно ширина палисадника составляет три метра. Высота ограждения составляет не более 0,5 метра. Палисадник не приспособлен для складирования стройматериалов или для содержания домашних животных.